# Conocybe horakii
Conocybe horakii är en svampart som beskrevs av Watling & G.M. Taylor 1987. Conocybe horakii ingår i släktet Conocybe och familjen Bolbitiaceae.   Inga underarter finns listade i Catalogue of Life.